# لویک بادیاشیل
لویک بادیاشیل (انگلیسی: Loïc Badiashile؛ زادهٔ ۵ فوریهٔ ۱۹۹۸) بازیکن فوتبال اهل فرانسه است.
از باشگاه‌هایی که در آن بازی کرده‌است می‌توان به آ.اس موناکو اشاره کرد.
وی همچنین در تیم‌های ملی فوتبال France national under-16 football team و زیر ۱۸ سال فرانسه بازی کرده‌است.